# Bernard Marcus

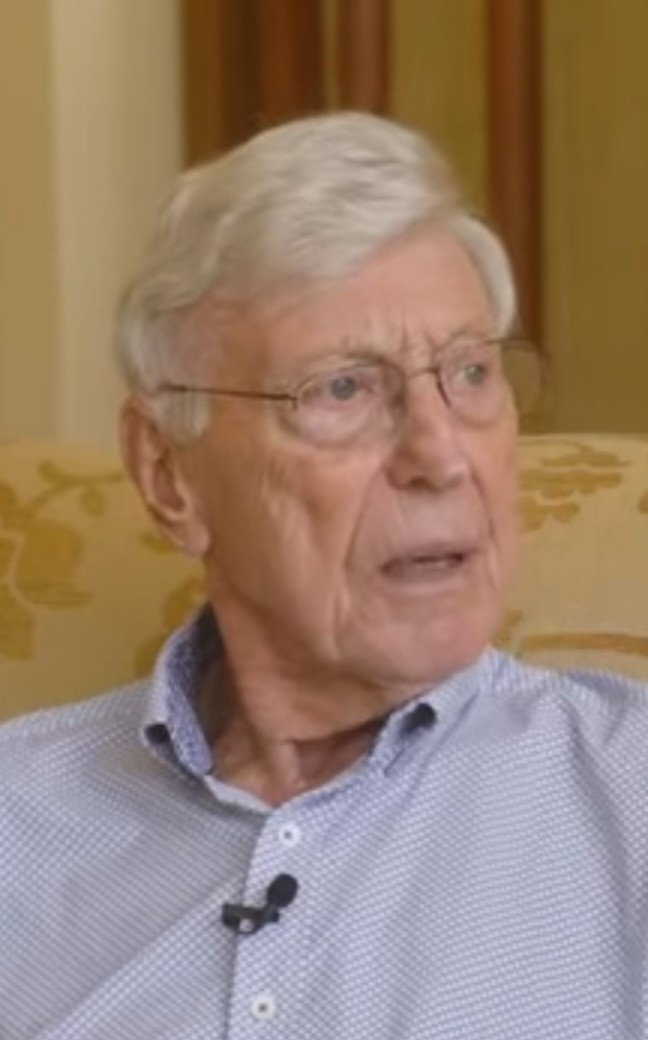
Bernard Marcus, 2020

Bernard „Bernie“ Marcus (* 12. Mai 1929 in Newark, New Jersey; † 4. November 2024 in Boca Raton, Florida) war ein US-amerikanischer Unternehmer, Gründer der Baumarktkette The Home Depot, Milliardär und finanzieller Unterstützer Donald Trumps.

## Leben
Marcus entstammte einer russisch-jüdischen Familie. Er studierte Pharmazie an der Rutgers University. Gemeinsam mit Arthur Blank, Ron Brill und Pat Farrah gründete er die Baumarktkette The Home Depot. Von 1979 bis 1997 leitete er das Unternehmen.
Marcus war verheiratet und hatte drei Kinder. Mit seiner Familie wohnte er in Atlanta, Georgia.
Gefördert und weitgehend finanziert durch eine 250-Millionen-US-$-Spende von Marcus wurde das Georgia Aquarium auf einem 81.000 m² großen Gelände nördlich des Centennial Olympic Park im Zentrum von Atlanta errichtet. Die Idee zu einem Aquarium in Atlanta hatte Marcus 1990 bei einem Empfang im Monterey Bay Aquarium anlässlich seines 60. Geburtstags.
2020 hat Marcus die US-Republikaner und Donald Trump mit rund 25 Millionen Dollar unterstützt.
Er starb am 4. November 2024 in Boca Raton im Alter von 95 Jahren.